# Гордонсвил (Вирџинија)
Гордонсвил (Вирџинија) (енгл. Gordonsville) град је у америчкој савезној држави Вирџинија. По попису становништва из 2010. у њему је живело 1.496 становника.

## Демографија
Према попису становништва из 2010. у граду је живело 1.496 становника, што је 2 (0,1%) становника мање него 2000. године.
| Група             | 2000.         | 2010.         |
| Белци             | 1.076 (71,8%) | 1.042 (69,7%) |
| Афроамериканци    | 372 (24,8%)   | 355 (23,7%)   |
| Азијати           | 4 (0,3%)      | 7 (0,5%)      |
| Хиспаноамериканци | 17 (1,1%)     | 64 (4,3%)     |
| Укупно            | 1.498         | 1.496         |